# Trattato di Nystad

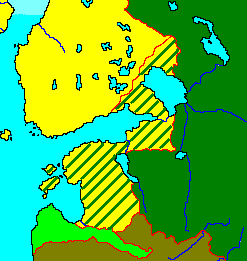
I territori passati alla Russia per effetto del trattato

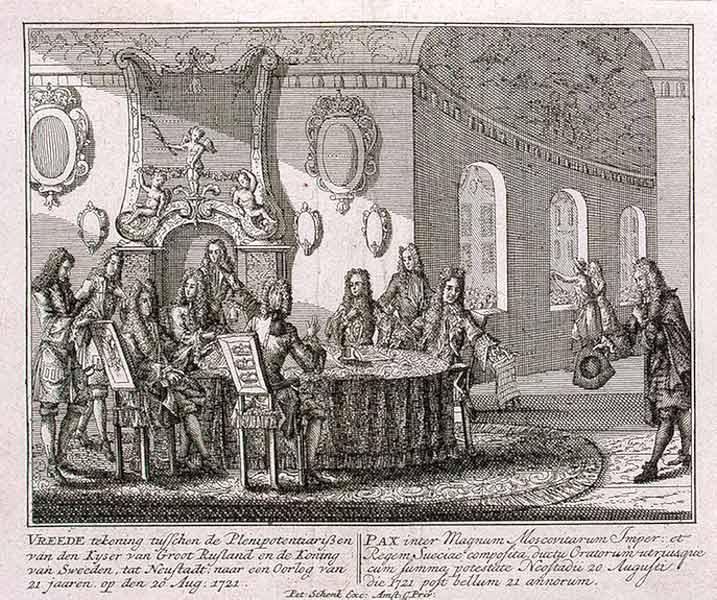
Firma del Trattato di Nystad

Il trattato di Nystad è un trattato di pace firmato a Nystad, l'attuale città finlandese di Uusikaupunki, il 10 settembre 1721, come conclusione della Grande guerra del nord tra lo sconfitto Impero svedese e la vincitrice Russia imperiale.
Il trattato consistette in un preambolo e 24 articoli. A seguito del medesimo la Svezia dovette cedere all'Impero russo le province della Livonia, dell'Estonia, dell'Ingria e della Carelia. Inoltre la Svezia lasciò alla Russia le città e le fortezze di Riga, Dünamünde, Pernau, Reval, Dorpat, Narva, Vyborg e Kexholm, così come diverse isole fra le quali Ösel, Dagö e Mön e altri territori dal confine curlandese e lungo il Baltico.
In cambio la Russia dovette cedere alla Svezia il territorio finlandese ed una somma in conto riparazioni di guerra di due milioni di talleri. La Svezia ottenne inoltre il diritto perpetuo di acquistare in franchigia doganale cereali per un ammontare annuo fino a 50.000 rubli a Riga, Reval e Arensburg, con la sola eccezione degli anni di cattivo raccolto.
Mentre la Russia, con l'acquisizione dei territori che si affacciano sul Mar Baltico saliva al rango di grande potenza europea, con la pace di Nystad la potenza della Svezia cominciò a declinare.
Vent'anni dopo scoppiò una nuova guerra russo-svedese, e i confini fra Svezia e Russia si spostarono nuovamente verso ovest fino al fiume Kymijoki con la successiva Pace di Åbo. Dopo di ciò seguì un lungo periodo di pace e le condizioni di vita in Carelia si stabilizzarono.